# Quatrième amendement de la Constitution des États-Unis
Le 4e amendement à la Constitution des États-Unis d'Amérique fait partie des dix amendements ratifiés en 1791 et connus collectivement comme la Déclaration des Droits (Bill of Rights). Il protège contre des perquisitions et saisies non motivées et requiert un mandat (et une sérieuse justification) pour toute perquisition.

## Texte
Le texte du quatrième amendement est le suivant :
« The right of the people to be secure in their persons, houses, papers, and effects, against unreasonable searches and seizures, shall not be violated, and no Warrants shall issue, but upon probable cause, supported by Oath or affirmation, and particularly describing the place to be searched, and the persons or things to be seized. »
« Le droit des citoyens d’être garantis dans leur personne, leur domicile, leurs papiers et leurs effets contre les perquisitions et saisies non motivées ne sera pas violé et il ne sera émis aucun mandat si ce n’est sur présomption sérieuse, corroborée par serment ou déclaration solennelle et décrivant avec précision le lieu à perquisitionner et les personnes ou choses à saisir. »

## Histoire de son adoption
L'opposition à la ratification de la Constitution était en partie due au manque de garanties adéquates des libertés publiques. Le Quatrième Amendement, avec le reste de la Déclaration des Droits, fut adopté le 15 décembre 1791 de sorte à fournir de telles garanties.
Dans la loi anglaise, un mandat était déjà requis pour fouiller une maison mais cette pratique s'était tout de même généralisée en Angleterre, notamment lors de l'affaire Wilkes. À cette occasion, le cas Entick vs Carrington (du nom d'un maître d'école, John Entick, dont la résidence avait été perquisitionnée abusivement et les papiers confisqués) porté devant la justice, instaura le concept de « probable cause » (traduction : présomption sérieuse). Celui-ci constitue la base du quatrième amendement.
À la veille de la Révolution américaine, les saisies et fouilles, très courantes dans les colonies après la mort du roi Georges II (les ordonnances du roi, dont celles protégeant contre les perquisitions abusives, expiraient automatiquement après la mort du souverain et devaient être repassées au nom du nouveau roi ; entre-temps, le régime des mandats généraux retrouvait force de loi), conduisirent à des dispositions les limitant dans la Déclaration des droits de l'État de Virginie.

## Application
Bien que la déclaration des droits ait, à l'origine, visé à limiter les pouvoirs du gouvernement fédéral, dans le cas Mapps v. Ohio, la Cour suprême a statué que le quatrième amendement s'appliquait également aux États. De plus tous les États possèdent dans leur constitution une clause semblable.
Depuis la fin du XIXe siècle, l'échelon fédéral a étendu sa juridiction criminelle, rendant plus courante l'application du quatrième amendement et son examen fut plus souvent amené devant la cour suprême.
Avec Katz v. United States (1967), la Cour suprême étend la protection du Quatrième Amendement pour inclure « ce [qu'une personne] souhaite garder privé, même dans un endroit accessible au public ». En effet, le juge Stewart écrit dans l'opinion de la Cour que « le Quatrième Amendement protège les individus, pas les endroits ». Depuis Katz v. United States, plusieurs pratiques nécessitent un mandat, comme la mise sur écoute.
Ce cas a aussi introduit le test de Katz pour déterminer s'il y a une « attente raisonnable en matière de vie privée » : lors de l’utilisation d’une cabine publique pour téléphoner, un individu peut penser que sa communication restera privée, et la société doit pouvoir reconnaître cette attente comme « raisonnable »[pas clair].

## Sources